# Vita (rijeka)
Vita je rijeka u Kolumbiji, pritoka rijeke Meta. Pripada porječju rijeke Orinoco.